# Jeansagnière
Jeansagnière is een plaats en voormalige gemeente in het Franse departement Loire (regio Auvergne-Rhône-Alpes) en telt 84 inwoners (2009). De plaats maakt deel uit van het arrondissement Montbrison. De gemeente is op 1 januari 2016 samengegaan met Chalmazel in de commune-nouvelle Chalmazel-Jeansagnière.

## Geografie
De oppervlakte van Jeansagnière bedraagt 14,9 km², de bevolkingsdichtheid is dus 5,6 inwoners per km².
De onderstaande kaart toont de ligging van Jeansagnière met de belangrijkste infrastructuur en aangrenzende gemeenten.

## Demografie
Onderstaande figuur toont het verloop van het inwonertal (bron: INSEE-tellingen).